# Mirko Ivanić
 Mirko Ivanić  (en serbio: мирко Иванић) (Bački Jarak, Serbia, 13 de septiembre de 1993) es un futbolista serbio. Juega de centrocampista y su equipo es el Estrella Roja de Belgrado de la Superliga de Serbia.

## Clubes
| Club                          | País        | Año       |
| ----------------------------- | ----------- | --------- |
| F. K. Vojvodina               | Serbia      | 2012-2016 |
| FK Proleter Novi Sad (cedido) | Serbia      | 2012-2013 |
| BATE Borisov                  | Bielorrusia | 2016-2019 |
| Estrella Roja de Belgrado     | Serbia      | 2019-     |

## Palmarés

### Campeonatos nacionales
| Título                      | Club                      | País        | Año     |
| --------------------------- | ------------------------- | ----------- | ------- |
| Copa de Serbia              | F. K. Vojvodina           | Serbia      | 2013-14 |
| Supercopa de Bielorrusia    | BATE Borisov              | Bielorrusia | 2016    |
| Liga Premier de Bielorrusia | BATE Borisov              | Bielorrusia | 2016    |
| Supercopa de Bielorrusia    | BATE Borisov              | Bielorrusia | 2017    |
| Liga Premier de Bielorrusia | BATE Borisov              | Bielorrusia | 2017    |
| Liga Premier de Bielorrusia | BATE Borisov              | Bielorrusia | 2018    |
| Superliga de Serbia         | Estrella Roja de Belgrado | Serbia      | 2018-19 |
| Superliga de Serbia         | Estrella Roja de Belgrado | Serbia      | 2019-20 |
| Superliga de Serbia         | Estrella Roja de Belgrado | Serbia      | 2020-21 |
| Copa de Serbia              | Estrella Roja de Belgrado | Serbia      | 2020-21 |
| Superliga de Serbia         | Estrella Roja de Belgrado | Serbia      | 2021-22 |
| Copa de Serbia              | Estrella Roja de Belgrado | Serbia      | 2021-22 |
| Superliga de Serbia         | Estrella Roja de Belgrado | Serbia      | 2022-23 |
| Copa de Serbia              | Estrella Roja de Belgrado | Serbia      | 2022-23 |
| Superliga de Serbia         | Estrella Roja de Belgrado | Serbia      | 2023-24 |
| Copa de Serbia              | Estrella Roja de Belgrado | Serbia      | 2023-24 |
| Superliga de Serbia         | Estrella Roja de Belgrado | Serbia      | 2024-25 |
| Copa de Serbia              | Estrella Roja de Belgrado | Serbia      | 2024-25 |